# Communauté de communes du canton de Villandraut
La communauté de communes du canton de Villandraut était un établissement public de coopération intercommunale (EPCI) français, situé dans le département de la Gironde, en région Aquitaine.

## Historique
La communauté de communes a été créée le 16 avril 2002.
Au 1er janvier 2014, la communauté de communes du canton de Villandraut a fusionné avec la communauté de communes du Pays de Langon et la communauté de communes du Pays Paroupian pour former la communauté de communes du Sud Gironde. Cette fusion a été actée par arrêté préfectoral en date du 23 décembre 2013.

## Composition
Les communes constituant la communauté étaient au nombre huit :
| Nom                 | Code Insee | Gentilé        | Superficie (km2) | Population (dernière pop. légale) | Densité (hab./km2) |
| ------------------- | ---------- | -------------- | ---------------- | --------------------------------- | ------------------ |
| Villandraut (siège) | 33547      | Villandrautais | 12,58            | 994 (2014)                        | 79                 |
| Bourideys           | 33068      | Bourideysiens  | 48,44            | 77 (2014)                         | 1,6                |
| Cazalis             | 33115      | Cazalisiens    | 46,81            | 239 (2014)                        | 5,1                |
| Lucmau              | 33255      | Lucmalais      | 66,73            | 232 (2014)                        | 3,5                |
| Noaillan            | 33307      | Noaillannais   | 31,80            | 1 645 (2014)                      | 52                 |
| Pompéjac            | 33329      | Pompéjacais    | 9,74             | 249 (2014)                        | 26                 |
| Préchac             | 33336      | Préchacais     | 63,87            | 1 036 (2014)                      | 16                 |
| Uzeste              | 33537      | Uzestois       | 26,05            | 392 (2014)                        | 15                 |

## Politique et administration
Le siège social de la communauté de communes est sis dans l'hôtel de ville de Villandraut.

L'accueil administratif en est assuré à l'hôtel de ville de Noaillan.

Le service d'information se trouve à l'office de tourisme de la communauté de communes, place du Général de Gaulle à Villandraut.
| Période                                  | Période | Identité          | Étiquette | Qualité |
| ---------------------------------------- | ------- | ----------------- | --------- | --- |
| 2008                                     | 2013    | Laurence Harribey | PS        | Maire de Noaillan (2008-2017), suppléante du député Gilles Savary (2012-2017), 1re vice-présidente de la CC du Sud Gironde (2014-) |
| Les données manquantes sont à compléter. |         |                   |           | |

## Compétences
Conformément aux articles L5214 – 16 et L 5214-23-1 du CGCT, la communauté de communes exerce de plein droit en lieu et place des communes membres les compétences obligatoires, optionnelles et facultatives dont la liste suit :

### Compétences obligatoires

#### Développement économique
- Mise en œuvre de toutes études, opérations de promotion et/ou réalisation,
- Création, entretien et gestion de la zone d’activités des trois Cirons et de toute nouvelle zone d’activité industrielle, commerciale, tertiaire, artisanale ou touristique créée sur le territoire de la communauté de communes,
- Participation à l’immobilier d’entreprises (par le biais notamment d’ateliers relais ou et de pépinière d’entreprises),
- Soutien des politiques d’appui technique, de démarche qualité et de formation mises en œuvre par les professionnels, soutien à la concertation des projets locaux et à la recherche systématique des financements possibles,
- Mise en place et gestion de l'Espace Économie Emploi Formation du Sud-Gironde
- Favoriser l’amélioration de l’environnement économique et social par le développement des nouvelles technologies de l’information et de la communication et par l’aménagement numérique du territoire,
- En matière de Tourisme, il sera mis en œuvre :
  - Des actions tendant à favoriser l’accueil, l’information et la promotion touristique à une échelle communautaire ou intercommunautaire par le biais d’un office de tourisme,
  - Le montage de produits et d’animations touristiques,
  - La mise en valeur de sites touristiques,
  - La pérennisation d’un outil de communication communautaire,
  - L’accompagnement d’actions et de projets touristiques publics et/ou privés,
  - La mise en cohérence des actions et la participation aux projets collectifs du pôle touristique des Landes de Gascogne, de la MOPA et des autres structures compétentes en matière de tourisme,
  - De plus, la Base Nautique de Villandraut est de compétence communautaire.
  - Construction d'un bâtiment destiné à des professionnels de santé regroupés en Maison de Santé

#### Aménagement de l’espace communautaire
- Élaboration d’un projet de développement local par la mise en place d’une charte intercommunautaire avec pour objectifs :
  - Inventaire et orientation de gestion des unités paysagères et des entités,
  - Élaboration d’un schéma de cohérence territoriale (S.C.O.T.) et schéma de secteur,
  - Création de Zones d’Aménagement concerté et de Zones d’Aménagement Différé,
  - Élaboration des PLU, Cartes Communales ou autres documents assimilés sur les communes du territoire de la communauté,
  - Vectorisation du cadastre et gestion du cadastre numérisé.

### Compétences optionnelles

#### Protection et mise en valeur de l'environnement

##### Environnement
- Entretien et gestion des cours d'eau du bassin versant du Ciron (entretien de la ripisylve et du lit des cours d'eau, aménagements piscicoles, sécurisation des descentes en canoë, gestion de la signalétique et des équipements de sécurité, etc.". "Mise en œuvre d'outils de gestion de l'eau (SAGE, contrat de rivière...)
- Mise en valeur économique, touristique, sportive et culturelle du Ciron
- Adhésion en lieu et place des communes au Syndicat Intercommunale de la Vallée du Ciron
- Actions coordonnées de valorisation et de promotion du patrimoine local d'intérêt touristique
- Actions d'information et de formation pour la sauvegarde et l’amélioration du patrimoine forestier
- Éducation à l'environnement

##### Déchets
- Collecte, élimination, traitement et valorisation des déchets ménagers et assimilés,

##### Assainissements non collectifs
- Création et gestion d’un Service Public d’Assainissement Non Collectif avec mise à la disposition des Maires d’un employé de la communauté engagé et formé pour assurer les contrôles des assainissements non collectifs. Le Pouvoir de Police reste aux Maires des communes concernées.
- Élaboration et modifications des schémas d’assainissement.

#### Culture et sports
- Établissement d’un schéma des infrastructures culturelles et sportives et d’un plan de développement de ces équipements s’inscrivant dans une démarche communautaire.
- Soutien aux associations intercommunales dans les domaines sportifs, culturels, périscolaires et touristiques. Encouragement aux actions et clubs intercommunaux.

##### Équipements sportifs
- Construction et entretien de nouveaux équipements sportifs d’intérêt communautaire. Sont considérés comme d’intérêt communautaire :
  - les équipements destinés aux écoles de sports,
  - les équipements destinés aux associations sportives regroupant des adhérents issus de la communauté,
  - les nouveaux équipements sportifs à créer pour des activités sportives nouvelles,
  - la piscine de Villandraut est de compétence communautaire à compter du 1er janvier 2007.

##### Équipements culturels
- Construction et entretien de nouveaux équipements destinés aux écoles de théâtre, de musique, de danse.
- Création, aménagement et gestion de toute bibliothèque ou point de lecture qui s’inscrira dans un plan communautaire concerté du développement de la pratique de la lecture publique.

#### Politique du logement social et cadre de vie
- Après inventaire précis des logements sociaux existants (publics et privés), élaboration d’une charte intercommunale pour le développement raisonné et cohérent sur l’ensemble de la communauté, des logements sociaux locatifs et des logements adaptés pour les personnes âgées, ainsi que pour les jeunes et les personnes défavorisées,
- Soutien aux opérations programmées de l’Amélioration de l’Habitat,
- Contractualisation avec l’État en matière de PLH (Plan Local de l'Habitat)
- Gestion d’un service de transports publics de personnes adapté au milieu rural.

#### Voirie
- Création, aménagement et entretien de la voirie goudronnée d'intérêt communautaire qui est définie à l'aide de la liste jointe en annexe

Pour la création : est d'intérêt communautaire, toute voie nouvelle goudronnée qui reliera deux voies qui sont inscrites dans le tableau des voies de la communauté ou des routes départementales. Celle nouvelle voie ainsi créée sera ajouté d'office dans la liste des voies communautaires.
Le P.L.U. sera le document de référence pour la création des voies nouvelles.
- Mise à la disposition des Maires d’un employé, engagé et formé par la communauté de communes pour le contrôle des débardages des entreprises forestières dans chaque commune. Le pouvoir de police reste au Maire de chaque commune.

### Compétences facultatives

#### Action sociale
- Prise en charge du contrat enfance - jeunesse et du contrat éducatif local par la gestion d’un centre multi accueil petite enfance, d’un relais assistantes maternelles, d'Accueils de Loisirs sans hébergement,des accueils périscolaires, de Lieux d'Accueil Enfants Parents, de l'accompagnement à la scolarité
- Soutien aux actions destinées à favoriser l’insertion sociale et économique des personnes défavorisées (adhésion à la Mission Locale),
- Prise en charge des aides à domicile (recrutement, gestion et formation)
- Action en faveur des personnes âgées
- Participer à l'accueil, l'information, l'orientation, l'évolution et la coordination dans le domaine gérontologique

#### Démarche Pays
La communauté de communes est compétente pour :
- l’initiative de reconnaître le Pays,
- délibérer sur la composition du Conseil de Développement,
- participer à l’élaboration et à la révision de la Charte de Pays,
- participer à la constitution d’un Syndicat Mixte ou d’un Groupement d’Intérêt Public de Développement Local destiné à représenter le Pays.